# Hylopetes winstoni
Hylopetes winstoni är en däggdjursart som först beskrevs av Henri Jacob Victor Sody 1949.  Hylopetes winstoni ingår i släktet Hylopetes och familjen ekorrar. IUCN kategoriserar arten globalt som otillräckligt studerad. Inga underarter finns listade i Catalogue of Life.
Denna flygekorre är bara känd från en liten region på norra Sumatra. Där hittades en enda individ i en skog mellan 1000 och 1500 meter över havet.